# رایکا
رایکا (به مجاری:  Rajka) یک شهرداری در مجارستان است که در ناحیه موشون‌مادیارووار واقع شده‌است. رایکا ۵۲٫۶۳ کیلومتر مربع مساحت و ۲٬۸۴۳ نفر جمعیت دارد.